# Adam de Craponne

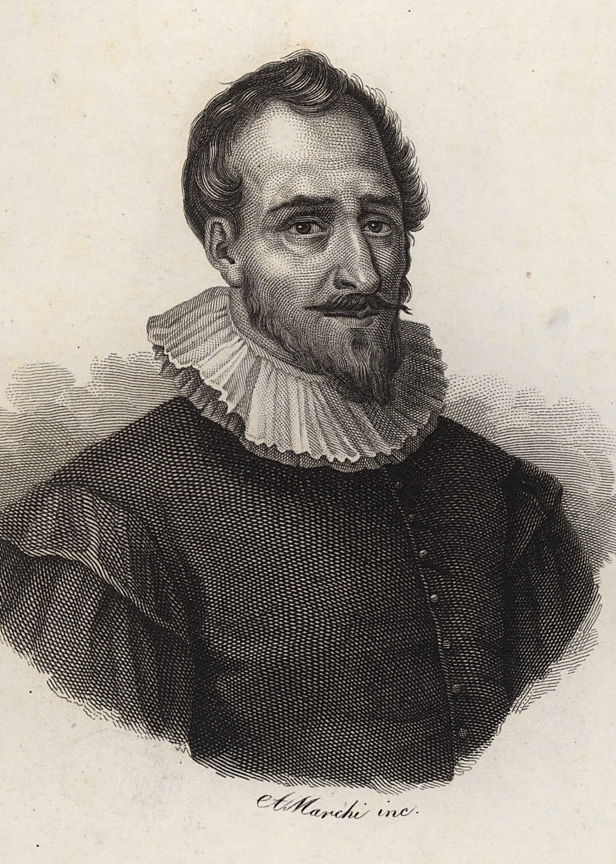
Craponne

Adam de Craponne (Salon-de-Provence, 1527 - Nantes, 1576) was een Frans ingenieur, gespecialiseerd in hydraulica.
Hij werd door koning Karel IX van Frankrijk aangesteld als ingenieur en deed ervaring als ingenieur op in het leger, bij het ontwerpen en bouwen van forten. In zijn twintigjarige carrière ontwierp hij verschillende kanalen, zowel voor navigatie, irrigatie als drainage.
Hij bouwde een kanaal dat nu nog naar hem genoemd wordt, het Canal de Craponne, om de dorre vlakte van de Crau nabij Arles te irrigeren. Hij bouwde het met eigen middelen en met door hemzelf geleend geld. 
Craponne stierf onder duistere omstandigheden, mogelijk door vergiftiging. De verdere graafwerken werden uitgevoerd door de gebroeders Ravel. Het ging om het stuk westwaarts naar Arles, tot aan de Aquaduct van Pont-de-Crau.

## Standbeeld
In 1854 werd in Salon-de-Provence een standbeeld ingehuldigd dat Adam de Craponne voorstelt, ontworpen door de beeldhouwer Joseph Marius Ramus.